# Прва лига Мађарске у фудбалу 1926/27.
Двадесет четврто фудбалско првенство у Мађарској је одиграно у сезони 1926/27. Ово је била прва сезона која је одиграна на професионалном нивоу и сезона када су тимови изван Будимпеште почели да учествују у целом току првенства.

## Преглед
Играло је укупно десет клубова, ФК Ференцварош је освојио првенство, што му је била десета титула. МТК је наступао под именом ФК Хунгарија. ФК Шабарија је била из Сомбатхеља а Башћа из Сегедина.

## Табела
| #  | Екипа              | Утакмица | ПБ | НР | ИЗ | ГД | ГП | ГР  | Бодова | Примедба  |
| -- | ------------------ | -------- | -- | -- | -- | -- | -- | --- | ------ | --------- |
| 1  | ФК Ференцварош     | 18       | 13 | 4  | 1  | 51 | 18 | +33 | 30     | Шампион   |
| 2  | ФК Ујпешт          | 18       | 10 | 3  | 5  | 33 | 20 | +13 | 23     |           |
| 3  | ФК Хунгарија       | 18       | 8  | 3  | 7  | 30 | 24 | +6  | 19     |           |
| 4  | ФК Шабарија        | 18       | 8  | 3  | 7  | 30 | 33 | -3  | 19     | Сомбатхељ |
| 5  | ФК Трећи округ ТВЕ | 18       | 8  | 2  | 8  | 35 | 39 | -4  | 18     |           |
| 6  | ФК Вашаш           | 18       | 7  | 4  | 7  | 27 | 32 | -5  | 18     |           |
| 7  | ФК Башча           | 18       | 6  | 4  | 8  | 26 | 27 | -1  | 16     | Сегедин   |
| 8  | ФК Немзет          | 18       | 5  | 4  | 9  | 34 | 38 | -4  | 14     |           |
| 9  | ФК Кишпешт         | 18       | 3  | 7  | 8  | 24 | 37 | -13 | 13     |           |
| 10 | ФК Будим 33        | 18       | 3  | 4  | 11 | 25 | 47 | -22 | 10     |           |

УУ = Укупно утакмица; ПБ = Победе; НР = Нерешено; ИЗ = Укупно пораза; ГД = Голова дато; ГП = Голова примљено; ГР = Гол-разлика; Бо = Бодова

## Признања
| Шампион Мађарске у фудбалу 1926/27. |
| ФК Ференцварош 10. титула           |

| Најбољи играч | Најбољи стрелац                             |
| Вилмош Кохут  | Ласло Хорват (14 голова) ФК Трећи округ ТВЕ |

### Извор
- Mező Ferenc: Futball adattár.  978-963-7543-58-6.